# Restrepia mohrii
Restrepia mohrii là một loài thực vật có hoa trong họ Lan. Loài này được Braem miêu tả khoa học đầu tiên năm 1993.